# Punta Caballo
La punta Caballo (51°43′S 57°49′O / -51.717, -57.817) se encuentra en la zona este de la isla Soledad del archipiélago de las Malvinas. Administrativamente pertenece al departamento Islas del Atlántico Sur de la provincia de Tierra del Fuego, Antártida e Islas del Atlántico Sur.
Esta punta se localiza en el sector oriental de la península de Freycinet, en la entrada norte del Puerto Enriqueta, y al sudeste de Puerto Argentino. Además se ubica al lado de la caleta Elisa, a medio camino entre la punta Hookers y la punta Lago, estando bordeada de un importante banco de cachiyuyos.